# Prem Chopra
Prem Chopra (Lahore, 23 september 1935) is een Indiaas acteur die voornamelijk in Hindi films speelt.

## Biografie
Chopra groeide op in Shimla, tijdens zijn studie nam hij enthousiast deel aan drama. Zijn ouders stonden niet achter zijn keus om er zijn beroep van te maken. Na zijn studie afgerond te hebben vertrok Chopra naar Bombay. Een filmrol bemachtigen lukte hem niet, en besloot te gaan werken voor The Times of India, wat reizen noodzakelijk maakte. Overal waar hij kwam bleef hij naast het werken auditie doen. Tijdens een treinreis werd hij aangesproken door een onbekende man die hem een filmrol aanbood. Chopra kreeg de hoofdrol in de Punjabi film Chaudhary Karnail Singh (1960). Wat een hit werd. Chopra was ook te zien in Shaheed (1965), een zeldzame rol in zijn carrière als protagonist. Op aanbevelen van mensen om schurkenrollen te proberen behaalde Chopra succes met de films  Teesri Manzil en Upkaar waarna het aanbod binnen stroomde. Van 1967 tot 1995 was Chopra een veel geziene antagonist. Na 1996 was hij vaker in positieve ondersteunende rollen te zien.
Chopra heeft in zijn meer dan zestig jarige carrière in meer dan 360 films een rol vertolkt.
Chopra is getrouwd met het jongste zusje van acteurs Prem Nath, Rajendra Nath en Narendra Nath. Zijn schoonzus was gehuwd met acteur Raj Kapoor. Chopra zelf is de schoonvader van acteurs Vikas Bhalla en Sharman Joshi.